# Сариозенський сільський округ
Сариозе́нський сільський округ (каз. Сарыөзен ауылдық округі, рос. Сарыозенский сельский округ) — адміністративна одиниця у складі Нуринського району Карагандинської області Казахстану. Адміністративний центр та єдиний населений пункт — село Ткенекти.
Населення — 202 особи (2021; 252 у 2009, 703 у 1999, 1303 у 1989).
Станом на 1989 рік існувала Сариозенська сільська рада (села Баянбай, Бірлік, Жукей, Ткенекти). 2010 року було ліквідовано село Жукей.

## Склад
До складу округу входять такі населені пункти:
| Населений пункт | Населення, осіб (1989) | Населення, осіб (1999) | Населення, осіб (2009) | Населення, осіб (2021) |
| --------------- | ---------------------- | ---------------------- | ---------------------- | ---------------------- |
| Баянбай, село   | 127                    | 31                     | -                      | -                      |
| Бірлік, село    | 119                    | 57                     | -                      | -                      |
| Жукей, село     | 215                    | 116                    | 24                     | -                      |
| Ткенекти, село  | 842                    | 499                    | 228                    | 202                    |